# Windy Tales
Windy Tales (風人物語, Fūjin Monogatari) est une série d'animation japonaise en treize épisodes produite par Production I.G.

## Synopsis
La jeune Nao va découvrir la magie du vent.

## Voix originales
- Kaori Nazuka : Nao Ueshima
- Ai Iwamura : Ryōko Yoshino
- Ooki Sugiyama : Taiki
- Satomi Hanamura : Miki
- Miyu Irino : Jun